# Les Belles Années (film, 1948)
Pour les articles homonymes, voir Les Belles années, Cuore et Heart (homonymie).
Pour plus de détails, voir Fiche technique et Distribution.

Les Belles Années (titre original : Cuore) est un film italien réalisé par Duilio Coletti et Vittorio De Sica, sorti en 1948.
Le film est une adaptation du roman Le Livre-cœur (Cuore) d'Edmondo De Amicis, publié en 1886.

## Synopsis
L'action est surtout centré sur l'instituteur Bertoni, son caractère et sa pédagogie après un début où l'on découvre la maîtresse mademoiselle Clotilde Serra, devenue âgée, à qui un ancien élève, maintenant grand-père, rend visite. Ils évoquent alors la classe et les élèves d'Edmond Bertoni, un temps suspendu de son poste pour ses opinions anticolonialistes, au début du siècle, ainsi que sa propre désillusion amoureuse causée par un officier coureur de jupons. Les deux enseignants se rendent compte qu'ils sont amoureux et projettent de se marier, alors que Bertoni est appelé à partir se battre en Afrique.

## Fiche technique
- Titre original italien : Cuore
- Titre anglophone (États-Unis) : Heart and Soul
- Réalisation : Duilio Coletti et Vittorio De Sica
- Assistant-réalisateur : David Carbonari
- Scénario : Oreste Biancoli, Gaspare Cataldo et Adolfo Franci d'après le roman Le Livre-cœur (Cuore) d'Edmondo De Amicis
- Photographie : Carlo Montuori
- Montage : Mario Serandrei
- Musique : Enzo Masetti, Nino Oliviero
- Direction musicale : Antonio Pedrotti
- Décors : Ivo Battelli
- Costumes : Gino Sensani
- Maquillage : Ettore Garbini
- Producteur : Domenico Forges Davanzati
- Société de production : Safir
- Société de distribution : Ente Nazionale Industrie Cinematografiche  (ENIC)
- Pays de production :   Italie
- Langue de tournage : Italien
- Tournage :
- Format : Noir et blanc — 35 mm — 1,37:1 — Son : Mono
- Genre : Film dramatique
- Durée : 91 minutes (1 h 31)
- Date de sortie :  
  - Italie : 10 mars 1948

## Distribution
- Vittorio De Sica : Il maestro Perboni
- Maria Mercader : Clotilde Serra, la maestrina della Penna Rossa
- Giorgio De Lullo : Lt. Renato Gardena
- Nerio Bernardi :	Maggiore De Rossi
- Arturo Bragaglia : On. Antonio Pestelli
- Luciano De Ambrosis : Precossi
- Fiore Davanzati :	la mère de Precossi
- Salvo Randone : le père de Precossi
- Armando Migliari : le directeur de l'école
- Augusto Mastrantoni : Don Camillo
- Luigi Pavese : Maestro Lari
- Lamberto Picasso : l'inspecteur académique
- Ave Ninchi : Signora Serra
- Guido Notari (it) : Enrico Amici
- Giulio Oppi : Conte Nobis
- Vittorio Sanipoli : Pacetti
- Enzo Turco : le commissaire
- Gino Leurini : Garrone
- Vito Chiari (it) : Coretti
- Sergio Serardi : Franti
- Carlo Delle Piane : Garoffi
- Guido Martufi (it) : le maçon
- Gualtiero Tomiselli : Crosa
- Massimo Randisi : Nobis
- Francesco Lengo : Nelli
- Rino Moretti : Stardi
- Giorgio Guglielmo : Votini
- Carlo Tamberlani : le capitaine
- Rina Franchetti
- Pina Piovani
- Arturo Bragaglia
- Enzo Cerusico
- Checco Rissone
- Augusto Mastrantoni
- Olga Vittoria Gentili (it)
- Nerio Bernardi
- Aristide Garbini
- Enzo Turco
- Toni Ucci

## Récompenses et distinctions
- Ruban d'argent du meilleur acteur pour Vittorio De Sica.